# قوز الجعافرة
قوز الجعافرة هو مركز سعودي يتبع محافظة صبيا التابعة لمنطقة جازان جنوب غرب السعودية، ويقع إلى الغرب من المحافظة؛ على ساحل البحر الأحمر بمسافة 26 كم تقريبا. وحدودهِ الإدارية من الشمال مركز العالية ومن الشرق مدينة صبيا ومن الغرب البحر الأحمر.

## نبذة عن المركز
تأسس مركز قوز الجعافرة عام 1396هـ. ويشرف المركز على جزيرة طرفة السياحية والتي تعد من أهم المواقع السياحية بالمنطقة يرتادها كثير من السياح من داخل المنطقة وخارجها.

## السكان
يتجاوز عدد سكان المركز 28.000 ألف نسمة.

## القرى التابعة للمركز
ويتبع المركز العديد من القرى والهجر، وهذه القرى:

### القوز
تقع على ساحل البحر الأحمر وبها المركز ويسكنها حوالي 3.000 نسمة، }

### السبخة
تقع في الجزء الجنوبي لقوز الجعافرة وتبعد عنه 16 كلم ويسكنها حوالي 3.000 نسمة.

### جريبة
تقع إلى الشمال من قوز الجعافرة وتبعد حوالي 15 كلم ويسكنها حوالي 2700 نسمة.

### مجمع قرى الأثلة
مجمع قرى الأثلة (الأثلة – سلامة الأثلة – العواضية – قلبيه): تقع إلى الشمال الشرقي لقوز الجعافرة وتبعد حوالي 12 كلم ويسكنها حوالي 3500 نسمة.

### الحقاوية والرجيع
تقع القريتين جنوب شرف مركز قوز الجعافرة وتبعد حوالي 12كلم ويسكنها حوالي 1300 نسمة.

### الصنيف والكومة والعبدة
تقع جنوب شرق مركز قوز الجعافرة وتبعد خوالي 12 كلم ويسكنها حوالي 1200 نسمة.

### البطيح
تقع جنوب شرق مركز قوز الجعافرة وتبعد حوالي 6 كلم ويسكنها حوالي 1300 نسمة.

### عوانة
تقع شرق مركز قوز الجعافرة وتبعد حوالي 7 كلم ويسكنها حوالي 700 نسمة.

### الحرف والمجديرة والحبابية
تقع في الجنوب الشرقي من مركز قوز الجعافرة وتبعد حوالي 16 كلم ويسكنها حوالي 2000 نسمة.

### الحجرين
تقع إلى الشرق من مركز قوز الجعافرة وتبعد حوالي 16 كلم ويسكنها حوالي 1000 نسمة.

### الجديين
تقع جنوب غرب محافظة صبيا وتبعد حولي 16 كلم وعدد سكانها حوالي 1200 نسمة.

### أبو الطيور
تقع شرق مركز قوز الجعافرة وتبعد حوالي 8كلم ويسكنها حوالي 1000 نسمة.

### وجه الحسن والعرضة
تقع القريتين شرق مركز قوز الجعافرة وتبعد حوالي 4 كلم ويسكنها حوالي 1200 نسمة.

### العواجمة
تقع في الجزء الجنوبي الشرقي من مركز قوز الجعافرة وتبعد حوالي 6 كلم وسكنها حوالي 500 نسمة.

### الهدوي
تقع في الجنوب الشرقي من مركز قوز الجعافرة وتبعد حوالي 12 كلم ويسكنها حوالي 700 نسمة.

### زربة
تقع في الجنوب الشرقي من قوز الجعافرة وتبعد حوالي 13 كلم ويسكنها حوالي 700 نسمة.

### الخوالدة
تقع في الجنوب الشرقي من قوز الجعافرة وتبعد حوالي 20 كلم ويسكنها حوالي 400 نسمة وجميعهم من آل الخالدي.

### أم العرش ومنسية والحمضية
تقع جنوب قوز الجعافرة وتبعد حوالي 14 كلم ويسكنها حوالي 1200 نسمة.